# Xavier Margairaz
Xavier Margairaz (Rances, 7 januari 1984) is een Zwitserse profvoetballer die als middenvelder speelt. Hij kwam onder meer uit voor Lausanne Sports, Neuchâtel Xamax, FC Zürich en CA Osasuna. Met Zürich werd hij driemaal landskampioen (2006, 2007, 2009). Sinds begin 2012 staat hij onder contract bij FC Sion.

## Interlandcarrière
Onder leiding van bondscoach Köbi Kuhn maakte Margairaz zijn debuut voor de Zwitserse nationale ploeg op zaterdag 4 juni 2005 in de WK-kwalificatiewedstrijd in en tegen Faeröer (1-3). Hij verving Tranquillo Barnetta in de 68ste minuut. Margairaz nam met zijn vaderland deel aan het WK voetbal 2006 in Duitsland, waar hij inviel tegen Frankrijk en Zuid-Korea.

## Erelijst
FC Zürich
- Landskampioen

2006, 2007, 2009
- Zwitserse beker

2005